# 名子城
名子城（なごじょう）は、長野県下伊那郡松川町元大島名子にあった日本の城。松川町指定史跡。

## 概要
天竜川右岸の河岸段丘末端が、天竜川支流の唐沢川・大名川の分岐によって独立丘化した高台を堀切で分離し築かれた山城である。
高台最上部に本曲輪を作り、周囲に一段低い腰曲輪と土塁を設けている。本曲輪南側には虎口がある。本曲輪西隣には二の曲輪があるが、現在は老人福祉施設となっている。
史料にまったく見られず、築城年代や城主は明確でないが、平安時代末の武将・片切景重（名子大夫）の子孫の名子氏と考えられている。名子（奈古）又太郎は、承久の乱で顕著な軍功を挙げたが、北条時氏の遺言にもかかわらず、長年恩賞にあずかることができなかった。そこで北条経時は仁治2年（1241年）9月3日に、恩賞奉行人の中原師員に款状を取次ぐことを命じている（『吾妻鏡』）。
麓の名子地区には、日常の居館である「名子氏館跡」（松川町指定史跡）があり、本城は詰城と考えられる。
現在は城山公園として整備されており、高台東側の断崖には植栽を用いて「城山」の文字が作られている。

## 関連事項
- 日本の城一覧